# 장릉 (조선 단종)
장릉(莊陵)은 조선 단종의 무덤이다. 대한민국 강원특별자치도 영월군 영월읍에 있다. 1970년 5월 26일 대한민국의 사적 제196호로 지정되었다. 이전에는 노산군묘로 불렸다가 숙종 때 능 지위로 승격되었다. 별칭은 노릉(魯陵)이다.
대부분 서울특별시나 경기도에 분포되어있는 다른 조선왕릉과는 다르게 유일하게 강원특별자치도에 있는 조선왕릉인데 당시 단종이 영월 청령원 유배지에서 운명하게 되어서 시신이 지금의 영월군 영월읍 지역에 안장되었기 때문에 조선왕조 최초의 강원도 소재 조선왕릉이 되었다.

## 개요
단종은 숙부 수양대군에게 왕위를 찬탈당하여 상왕이 되고, 사육신의 복위 시도가 실패로 돌아가자 노산군으로 강등되어 지금의 강원도 영월 청령원에 유배되었다가, 1457년 10월 24일 17세에 사약을 받고 숨을 거두었다.
사망할 당시 고을 사람들은 후환이 두려워서 시신을 거두지 못했고 시신은 그대로 강물에 떠다녔는데, 호장 엄홍도가 을지산 현 위치에 암장하였다. 이에 따라 장릉은 추존왕의 왕릉을 제외하고, 한양으로부터 100리 이내에 모셔야 한다는 《경국대전》의 규정을 따르지 않은 유일한 왕릉이 되었다. 조선왕조 최초로 폐위된 임금의 무덤이라 능 지위가 아닌 묘 지위를 받아서 노산군묘라 지어졌다. 단종이 폐위되어 공식 명칭은 노산군묘였다. 그러나 민간에서는 단종의 능침을 노릉(魯陵)이라 불렀다. 동국문헌명신편에는 노릉으로 기록되었고, 윤순거(尹舜擧)가 편찬한 책의 이름은 《노릉지 魯陵誌 2권》이라 명명되기도 하였다. 또한 장릉 근처에 있던 영월 보덕사는 노릉사(魯陵寺)라는 이름으로 불리기도 했다. 노릉사는 1610년(광해군 2년) 군수 김택룡이 증축하면서 노릉사를 공식 명칭으로 썼다.
그 후 중종 11년(1516년) 여러 사람의 증언으로 묘를 찾아내 지키게 했으며, 12월 15일 처음으로 치제(致祭)가 이루어졌다. 치제를 맡은 것은 우승지 신상(申鏛)으로, 김안국과 함께 파견되어 단종의 묘에 제사를 지내고 돌아온 신상은 당시 노산군(단종)의 묘는 영월군에서 서쪽 5리쯤 떨어진 길 옆에 있었는데, 봉분 높이가 겨우 두 자밖에 되지 않았고 주변에는 민간의 여러 무덤들도 가득했지만 영월 사람들은 그 무덤을 군왕의 묘라 부르며 어린아이들까지 다 알고 있었다고 한다.
그 후 선조 13년(1580년) 상석, 표석, 장명등, 망주석을 세웠으며, 숙종 24년(1698년)에 비로소 단종(端宗)이라는 묘호가 올려지고 신위가 종묘에 모셔지면서, 영월에 있던 무덤도 장릉이라는 이름이 붙게 되었다.
경내에는 정자각, 단종비각, 영천, 배식단, 재실, 홍살문 등이 있으며, 울창한 노송의 숲으로 둘러싸여 있다.
능의 양식은 왕명에 따라 간단하게 조성되었다. 봉분 앞에 상석(床石)과 4각옥형(四角屋形)의 장명등(長明燈)이 있으며, 망주석(望柱石) 2개, 문석(文石) 2개, 석수(石獸) 여러 개가 있다. 다른 능과 달리 단종에게 충절을 한 여러 신하들을 장릉에 배향하기 위해 장릉 밑에 충신단을 설치하였다.
비수도권 지역에 있는 유일한 조선왕릉이며 다른 조선왕릉과 함께 유네스코 세계문화유산에 지정되었다.

## 사진

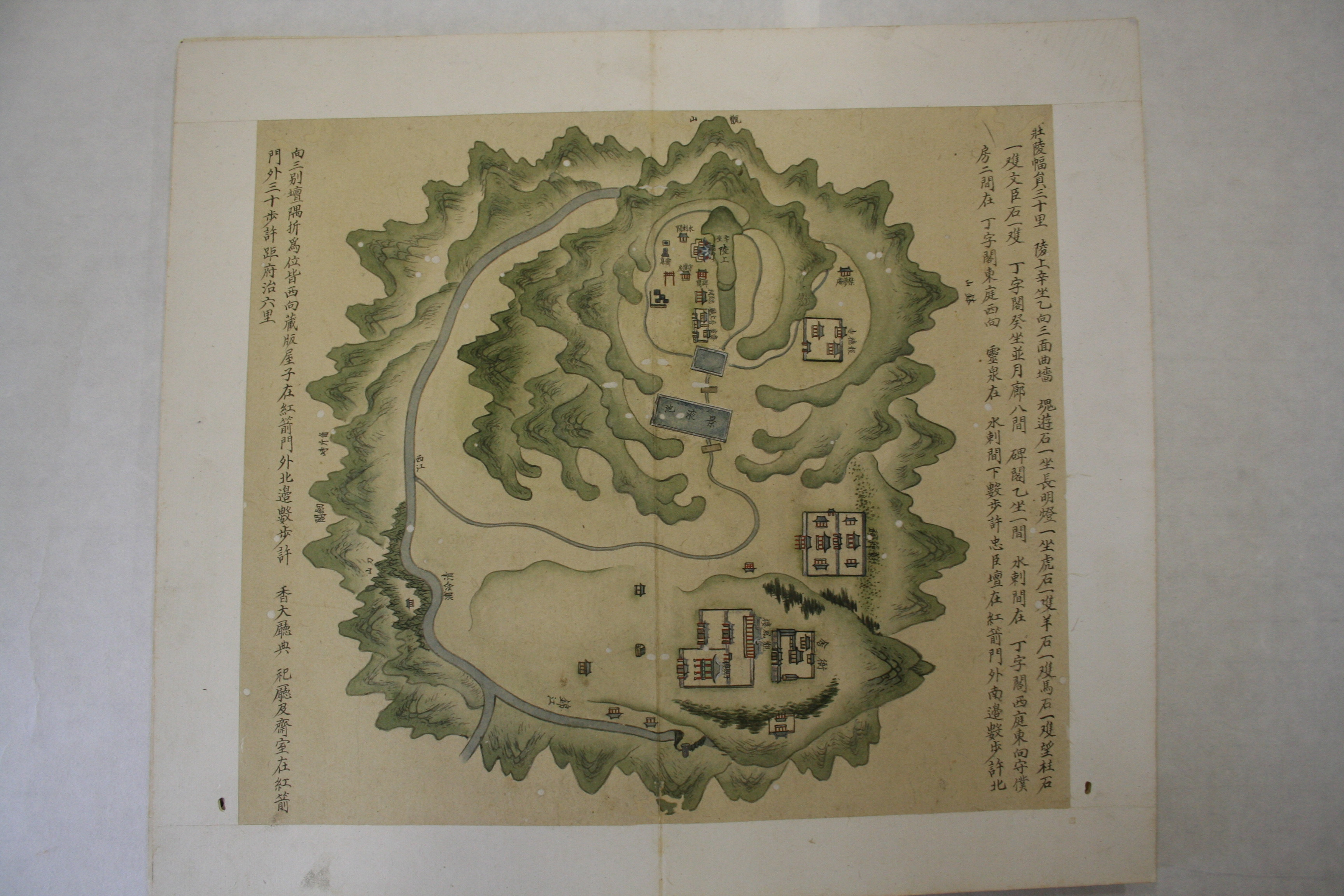
보물 제1536호 월중도(제1면 장릉)
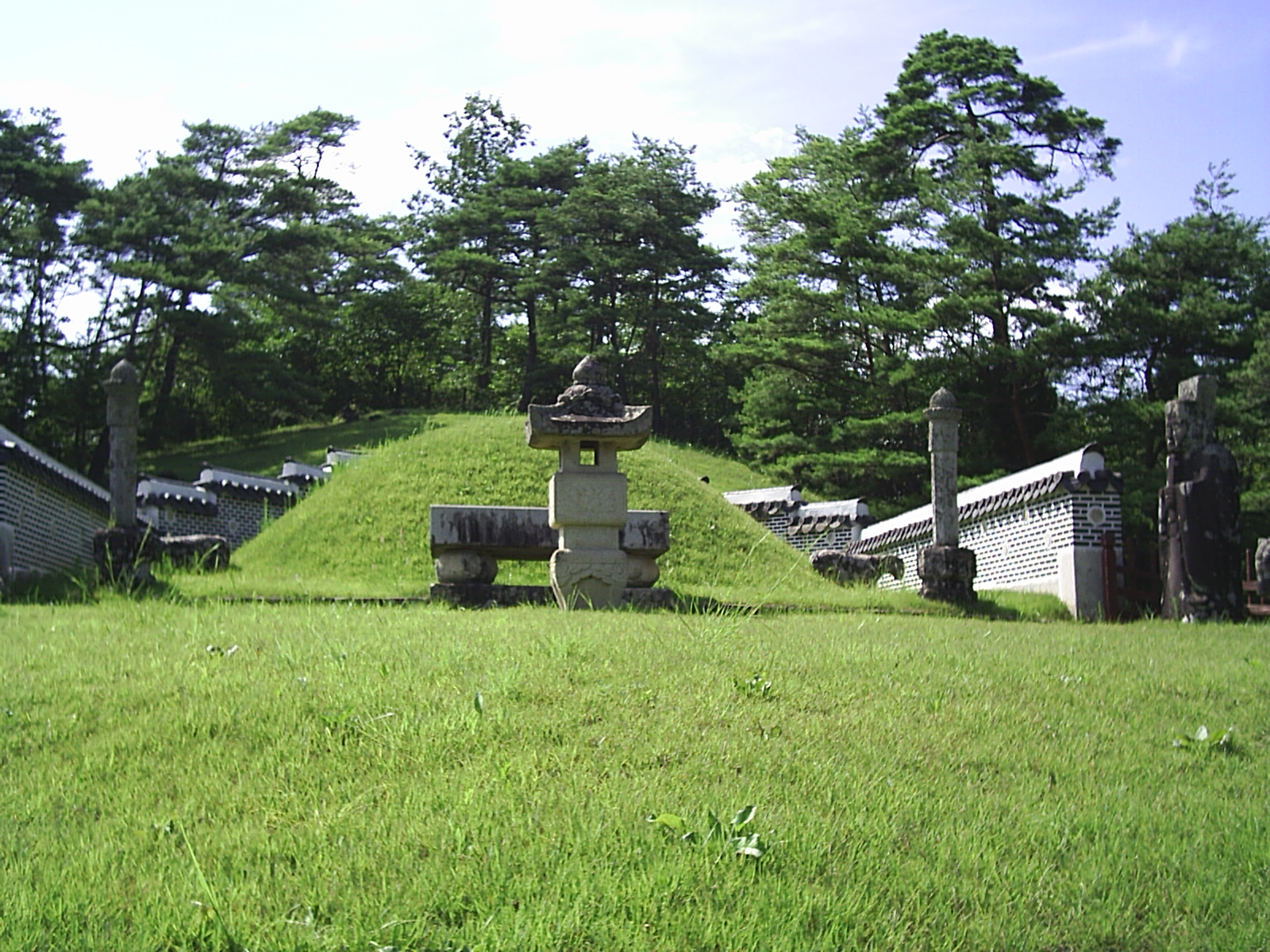
장릉
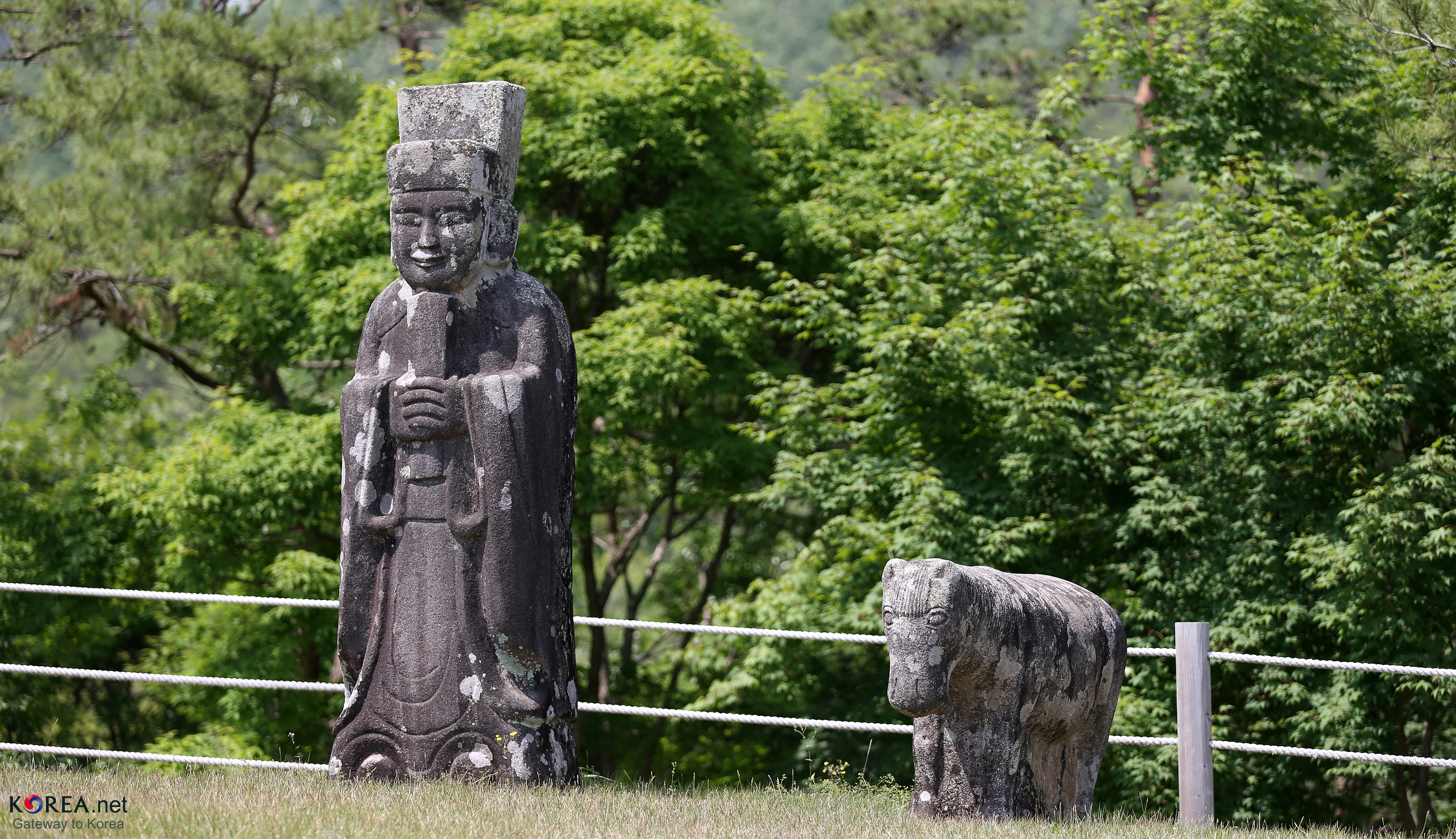
장릉의 문인석과 석수(말)
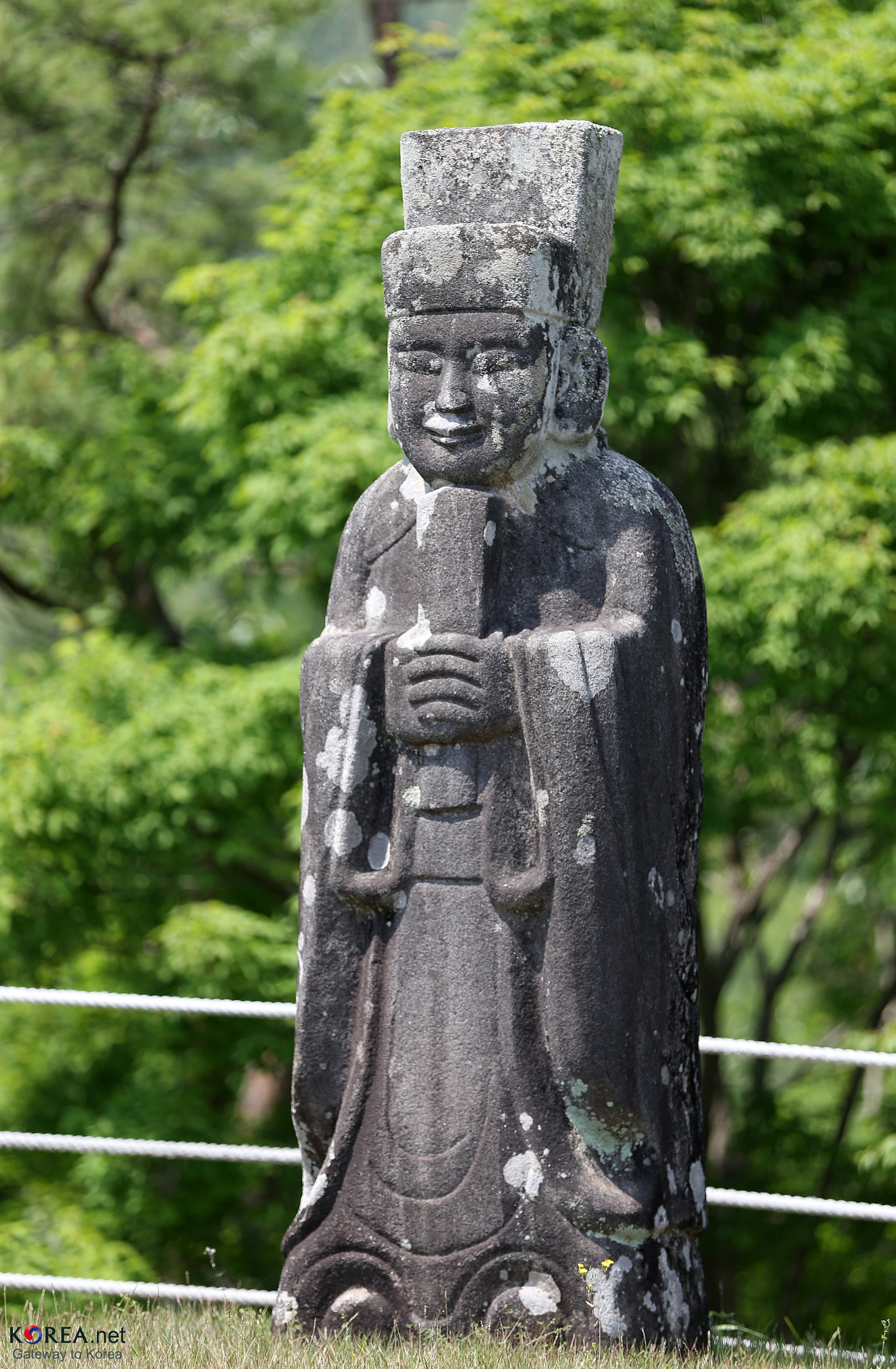
문인석
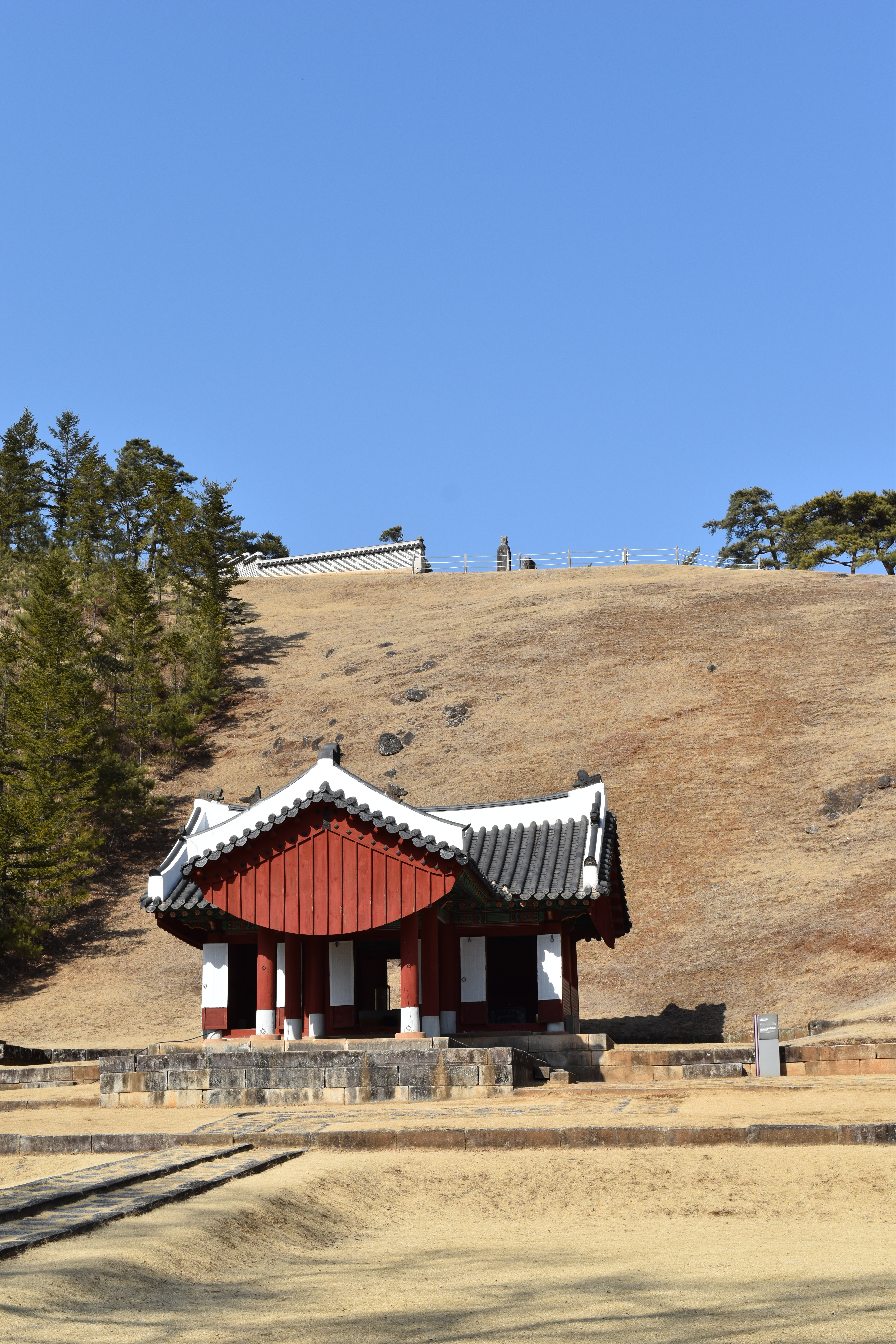
장릉의 정자각. 위로 장릉의 묘역이 보인다.
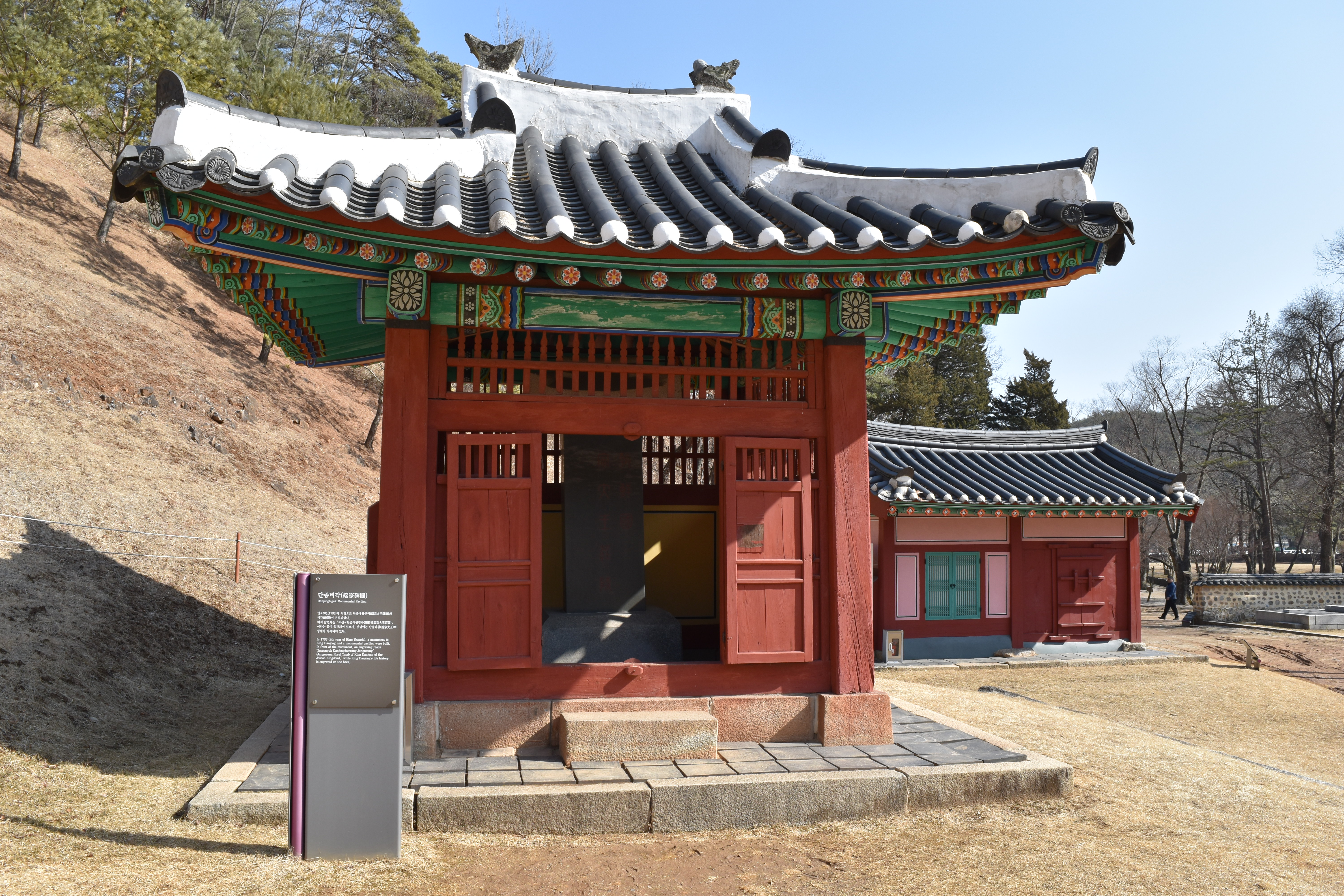
장릉의 단종 비각. 영조가 조성하였다.
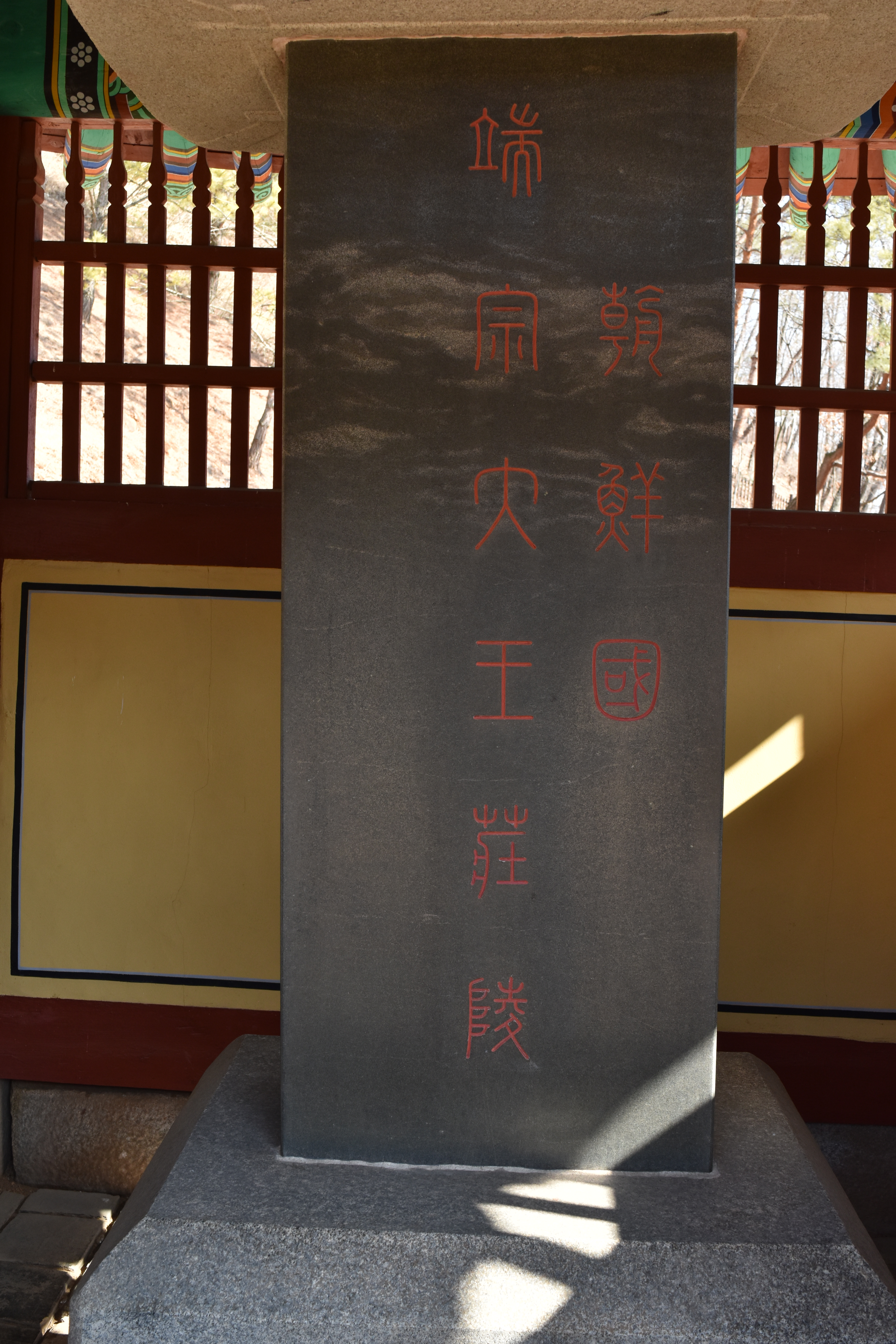
조선국단종대왕장릉비
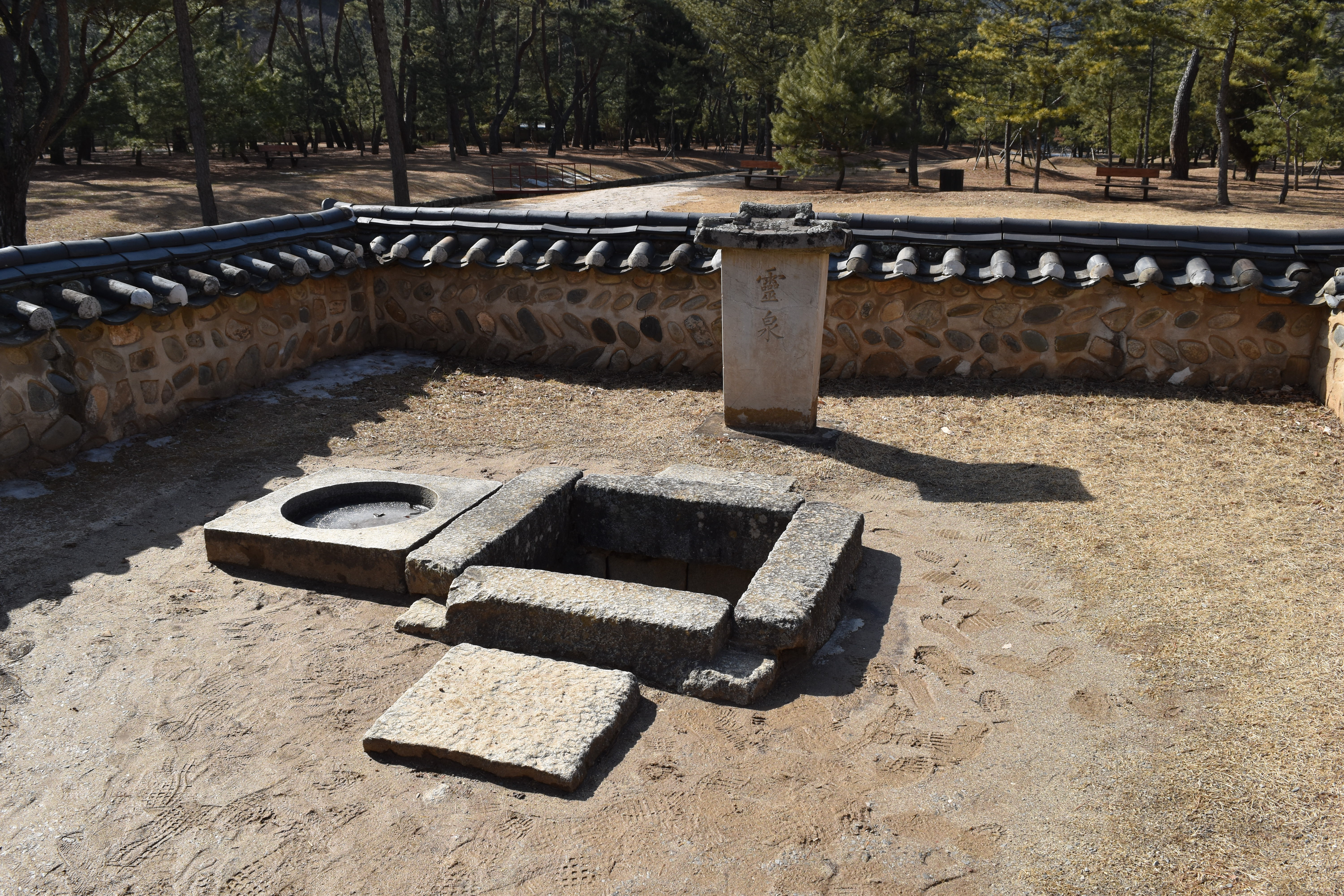
장릉의 영천. 정조가 조성하였다.
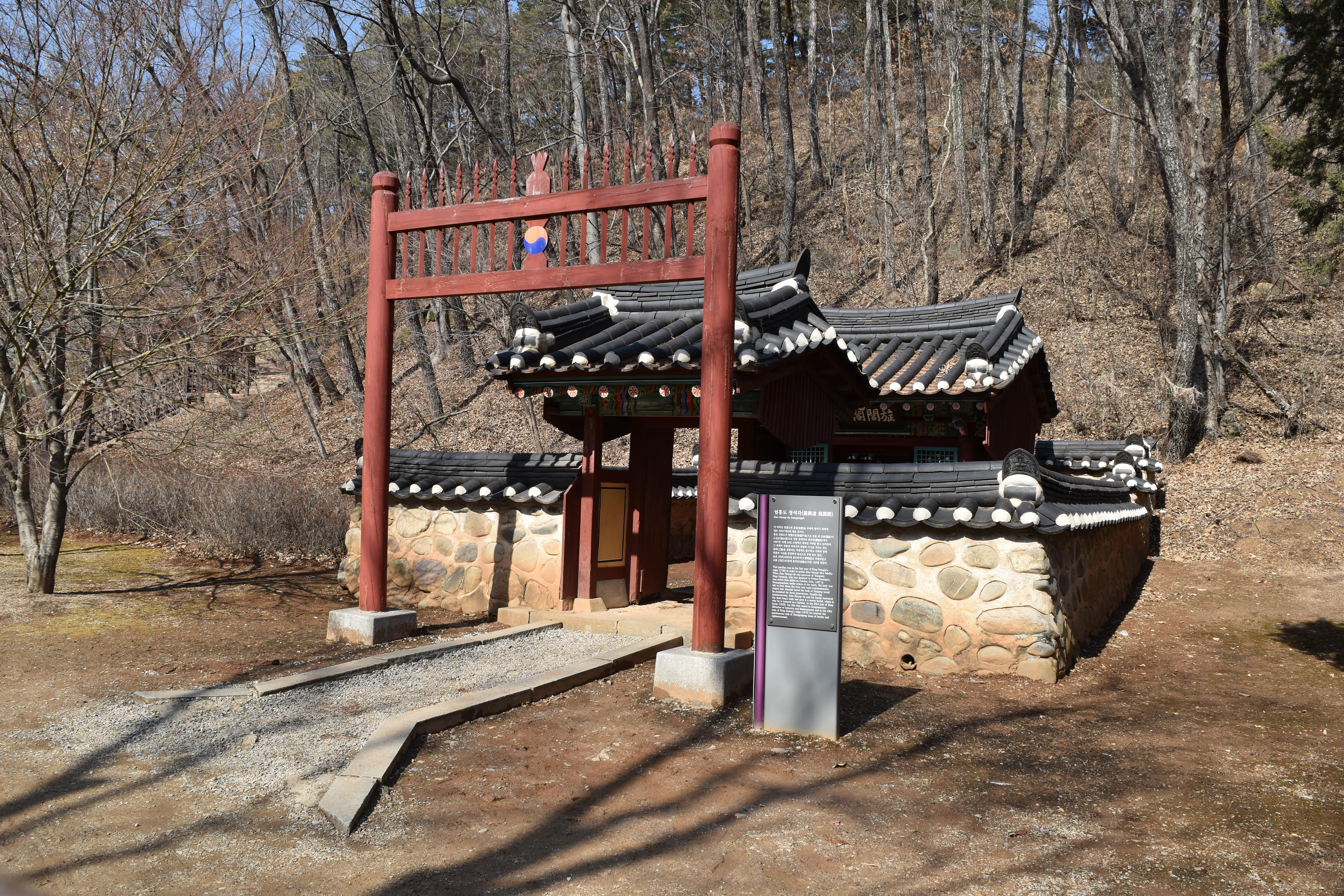
엄흥도 정여각. 단종의 시신을 수습한 엄흥도를 기리는 건물로 고종때 조성하였다.
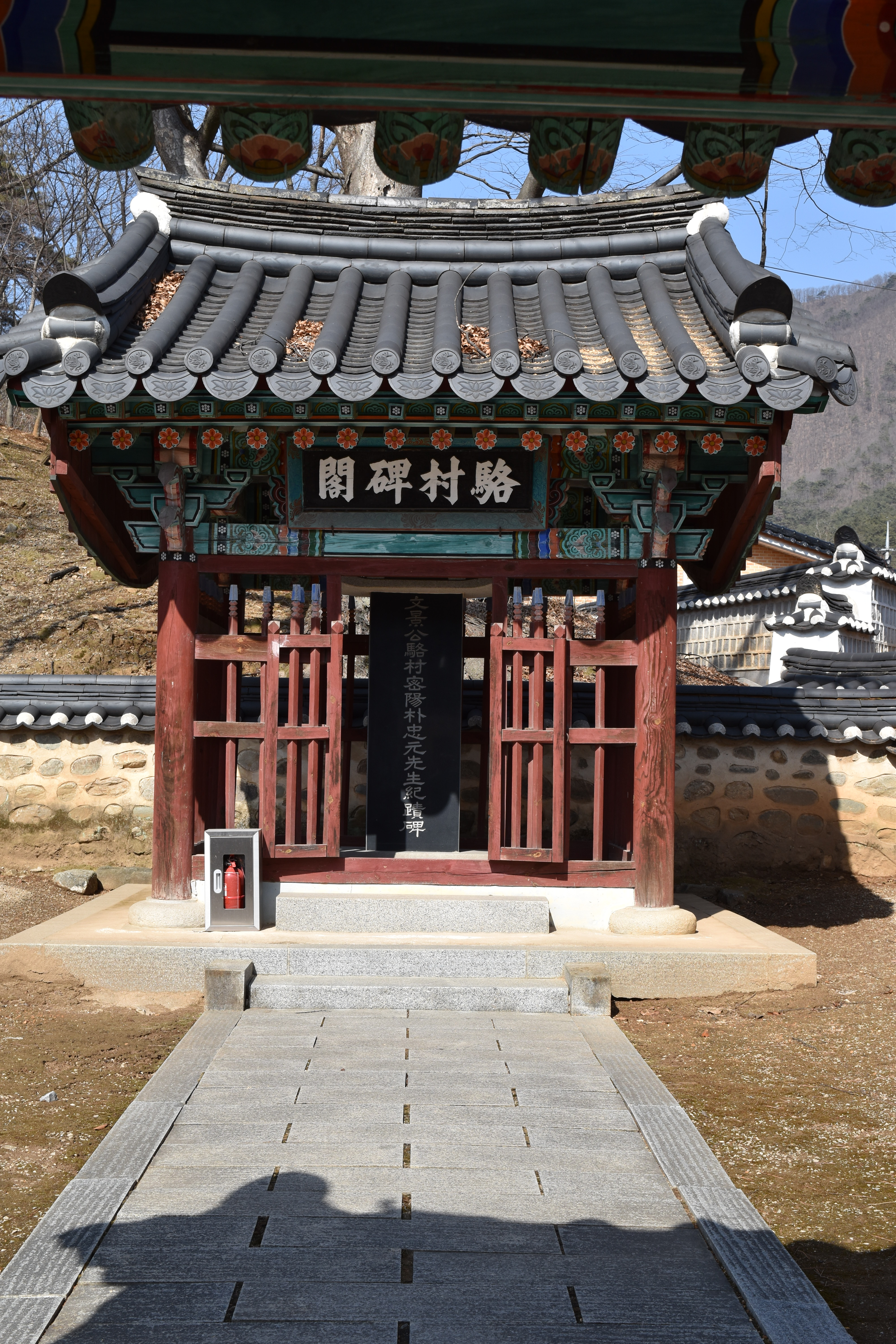
낙촌비각. 숙종 때 영월군수이던 낙촌 박충원이 단종의 묘를 찾은 일을 기록한 비석이다. 1974년 박충원의 후손들이 조성하였다.

## 같이 보기
- 계유정난
- 조선의 왕릉
- 사릉
- 영월 단종제례 - 강원도 무형문화재 제22호

## 참고 문헌
- 장릉 - 국가유산청 국가유산포털
- 이 문서에는 다음커뮤니케이션(현 카카오)에서 GFDL 또는 CC-SA 라이선스로 배포한 글로벌 세계대백과사전의 내용을 기초로 작성된 글이 포함되어 있습니다.